# Basic Math
Basic Math (ou Fun With Numbers) é um jogo eletrônico desenvolvido pela Atari exclusivamente para o Atari 2600, lançado em 1977 somente na América do Norte. O jogo foi um dos nove títulos de lançamento do console Atari 2600.
O objetivo do jogador é simples: Resolver problemas matemáticas. Durante o jogo o jogador resolverá operações de adição, subtração, multiplicação e divisão. O jogador pode escolher qual o maior número a aparecer no jogo.
O jogador usa o controle para entrar com o número, e efeitos sonoros indicam se a resposta está correta ou incorreta.